# رون فرنسيس
رون فرنسيس (بالإنجليزية: Ron Francis)‏ هو لاعب كرة قدم أمريكية أمريكي، ولد في 7 أبريل 1964 في لا ماركيو في الولايات المتحدة.

## وصلات خارجية
- رون فرنسيس على موقع مرجع كرة القدم المحترفة.كوم (الإنجليزية)